# Teal'c
Teal'c is een personage uit Stargate SG-1 en is een Jaffa wonend op de planeet Chulak. Hij wordt gespeeld door Christopher Judge.

## Over Teal'c
Teal'c zien we voor het eerst in de episode Children of the Gods waar hij SG-1 bevrijdt en waardoor hij verraad pleegt bij zijn god Apophis. Hij is sindsdien een van de vier leden van SG-1 en is ook een van de stichters van de Vrije Jaffastaat. Hij heeft een vrouw Drey'auc en een zoon Ry'ac. Zijn vader werd vermoord door de Goa'uld Kronos.